# Système d'identification automatique
Pour les articles homonymes, voir SIA et AIS.
Le Système d'identification automatique (SIA) ou Automatic Identification System (AIS) en anglais est un système d’échanges automatisés de messages entre navires par radio VHF qui permet aux navires et aux systèmes de surveillance de trafic (CROSS en France) de connaître l'identité, le statut, la position et la route des navires se situant dans la zone de navigation. Sa mise en place initiale a été motivée par des raisons de surveillance et de sûreté.
Le chapitre V de la Convention SOLAS imposait que les navires de jauge brute supérieure à 300  effectuant des voyages internationaux (ou 500 pour les navires uniquement engagés dans des opérations domestiques) soient équipés de ce dispositif d'ici juillet 2007 au plus tard.
Pour les navires de commerce, le système doit pouvoir être interfacé à un ordinateur externe pour une éventuelle utilisation par un pilote.

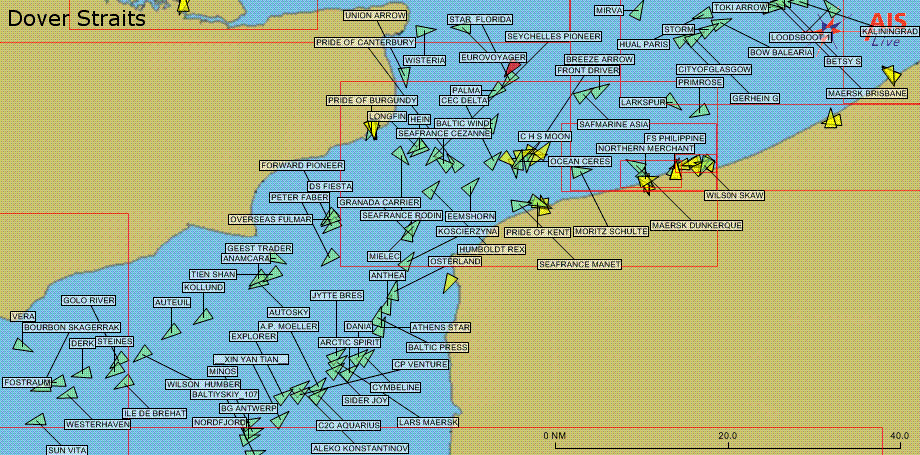
Affichage du trafic en Manche Est fourni par l'AIS

## Fonctionnement

Schéma général

L'AIS est composé d'un émetteur, de 2 récepteurs TDMA VHF, d'un calculateur, d'un système ASN (appel sélectif numérique), d'un système de positionnement par satellite, d'un DCU (Display Control Unit : écran de contrôle) et est interfacé avec les instruments du navire (compas gyroscopique ou satellitaire, indicateur de vitesse de changement de cap (optionnel), loch…).
Le signal est multiplexé pour éviter que les navires ne se brouillent mutuellement en émettant au même moment. Pour accroître la capacité du système, la fréquence de rafraîchissement est modulée en fonction de la vitesse du navire et de ses évolutions : un navire lent et suivant une route rectiligne rafraîchira ses données avec une fréquence plus espacée.
Le multiplexage temporel est assez complexe.  Chaque minute est divisée en 2 250 intervalles ('slots' en anglais).  L'attribution d'un intervalle d'émission (incrémental, fixe, aléatoire, auto-organisé) fait appel à plusieurs algorithmes en fonction du mode de fonctionnement.  La référence temporelle peut être primaire (UTC) ou secondaire (basée sur la réception d'autres messages).
La portée des communications VHF au sol étant limitée par la rotondité de la Terre, plusieurs entreprises se sont lancées dans la réception des signaux AIS par satellite,,.  Le système n'ayant pas été prévu pour une telle réception, il a fallu résoudre certaines difficultés techniques, notamment la résolution des collisions entre messages émanant de nombreux navires se trouvant dans la zone de couverture. Un certain degré de collision de messages est cependant inévitable du fait de la nature même des algorithmes de multiplexage, ce degré étant plus élevé dans des zones très fréquentées, par exemple au large des Pays-Bas, que dans les zones présentant moins de trafic.

## Codage

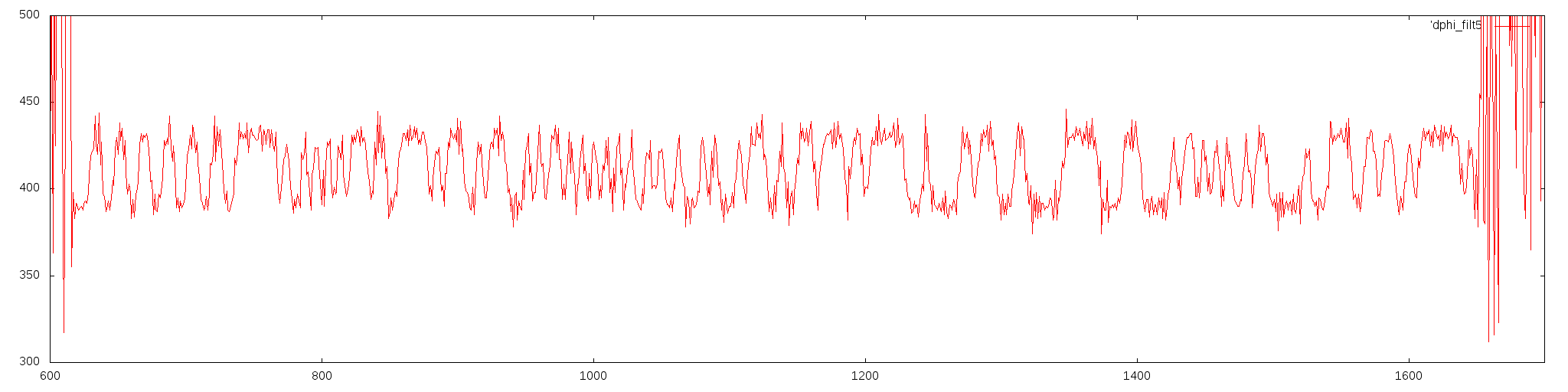
Trame AIS. On distingue clairement le préambule et les deux marqueurs HDLC.

AIS utilise les deux fréquences VHF 161,975 MHz et 162,025 MHz qui ont été réservées dans le monde entier pour cette application.
Avec l’avènement du Satellite-AIS (S-AIS), ces messages peuvent également être captés par des satellites en orbite basse, permettant une couverture bien au-delà des limites des stations terrestres. La constellation Kinéis, par exemple, utilise des technologies avancées, notamment des antennes multi-brins et des algorithmes de traitement des signaux, pour assurer une réception fiable, même dans des zones maritimes fortement encombrées.
Le type de modulation est GMSK (Gaussian Minimum Shift Keying) et le débit 9 600 bauds. Les paquets contiennent 168 ou 440 bits, ils sont précédés d'un préambule (en) de 24 bits permettant de synchroniser le récepteur. Les trames sont de type HDLC (qui comporte un code de contrôle de redondance cyclique (CRC)) et sont encodées en NRZI. L'empreinte sonore de AIS est proche du bruit de fond, et les trames ne durent que 30 ms.
La liaison avec l'ordinateur s'effectue généralement par communication série (plus récemment en communication série sur USB) en suivant la norme NMEA 0183 avec des lignes du genre :
```
!AIVDM,1,1,,A,133i3fgP00PIiB0Lw57@0?vl2@?Q,0*6E
!AIVDM,1,1,,B,533i3fT00000uC;OK01@<P4q@<PE>380000000000P@64ufj00hk2ACU84hE2DiP@00000,0*66
```

## Applications
L'AIS permet d'identifier les navires lorsque la reconnaissance visuelle ou radar n'est plus possible (nuit, temps de brume, faibles échos radars). Des systèmes AIS sont installés sur des marques flottantes (bouées) ou fixes (phares) afin de pouvoir les identifier plus rapidement.
L'AIS peut être utile pour éviter les collisions mais avec certaines limitations liées à sa faible présence actuelle à bord des petits bateaux, mais surtout il n'est pas mentionné dans le texte du règlement international pour prévenir les abordages en mer. Certains dysfonctionnements ont été rapportés (mauvaise position de la cible), il est conseillé comme pour tout système électronique de ne pas lui accorder une confiance aveugle, mais de toujours vérifier par d'autres moyens, ce n'est pas un appareil de navigation.
L’AIS est aussi utilisé pour identifier les navires, aider à la gestion du trafic maritime, contrôler les pêches et renforcer la sécurité maritime. L’extension satellitaire (S-AIS) a élargi ces applications, notamment pour la surveillance des zones éloignées ou isolées. La solution S-AIS contribue à ces avancées en fournissant des données fiables et continues, essentielles pour des usages tels que la surveillance environnementale, la lutte contre la piraterie, ou encore le suivi des activités maritimes dans les zones denses.
D'autres utilisations sont envisagées comme la transmission aux navires par les stations terrestres des positions des obstructions (épaves, écueils).
L'AIS devrait également faciliter la coordination des opérations de sauvetage en permettant aux stations terrestres (sémaphores, CROSS) d'identifier les  navires les plus à même de se porter sur les lieux du sinistre. L'efficacité de l'AIS dans ce domaine est toutefois limitée par la portée de la radio VHF (30 à 50 milles au niveau de la mer), bien que l'équipement AIS des aéronefs de recherche et sauvetage sont prévues dans les spécifications techniques du système (message numéro 9).
Il permet la transmission de messages adressés à tous (il s'agit du cas général, la grande majorité des messages émis sont effectués sur un intervalle préalablement réservé), ou à une cible particulière (identifiée à portée).
Depuis décembre 2015, l'AIS est également utilisé pour mesurer les courants de surface des océans en temps-réel, en utilisant notamment la différence entre le cap vrai (à savoir la direction dans laquelle le navire pointe sa proue, heading en anglais) et la direction du mouvement (à savoir la route sur le fond, course over ground en anglais).

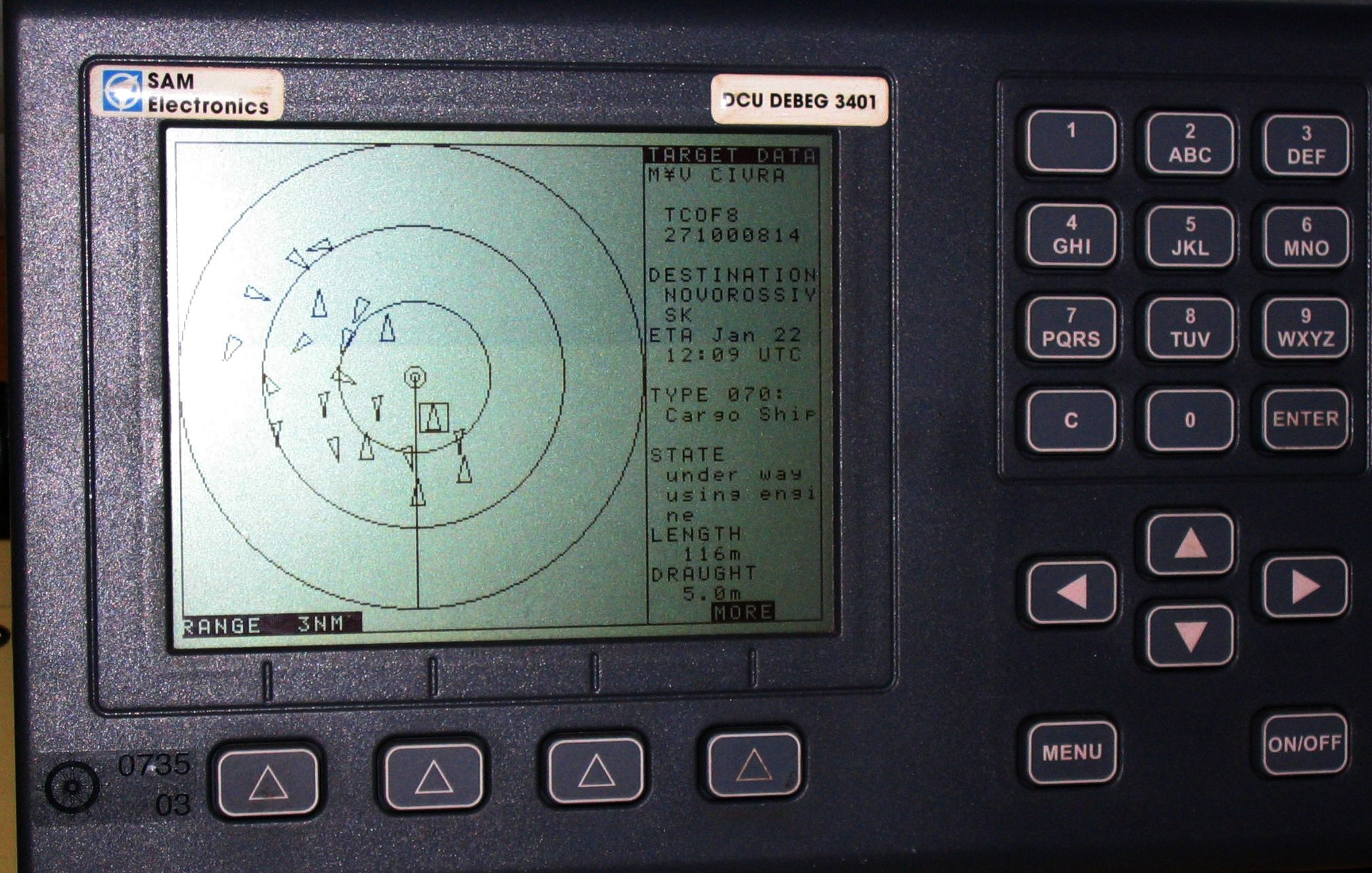
DCU

## Les informations transmises

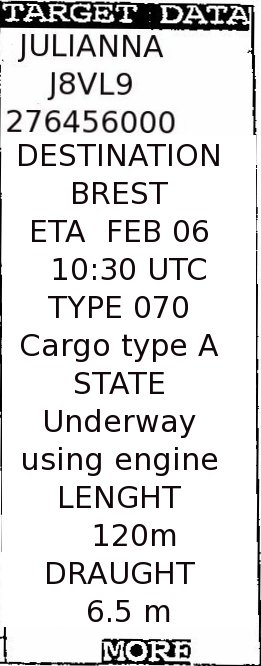
Données d'une cible

À une fréquence variable selon que le navire est en mouvement (toutes les 2 à 10 secondes) ou à l'arrêt (toutes les 3 minutes), un navire équipé de l'AIS transmet les informations suivantes (NB : certains capteurs supplémentaires sont nécessaires pour cette liste) :
- Numéro MMSI : identifiant unique du navire (provient d'une EPROM)
- Statuts de navigation, par exemple : amarré, au mouillage, faisant route au moteur, à capacité de manœuvre restreinte, échoué, en opérations de pêche, handicapé par son tirant d'eau, faisant route à la voile (cette information n'est pas toujours très fiable car indiquée par le chef de quart qui oublie parfois de changer de statut ; on peut croiser de nombreux exemples de navires supposés "amarrés" au milieu de l'océan faisant route à 15 nœuds)
- Route sur le fond (provient du système de positionnement par satellites)
- Vitesse sur le fond (provient du système de positionnement par satellites)
- Vitesse de changement de cap (Taux instantané de giration) (provient du système de positionnement par satellites)
- Position : latitude et longitude avec une précision de 1/10000 de minute (précision non fiable aujourd'hui) (provient du système de positionnement par satellites)
- Cap vrai (information venant d'un compas)
- Heure UTC

De plus, toutes les six minutes les informations suivantes sont transmises :
- Numéro d'appel sélectif (provient d'une EPROM)
- Nom du navire (provient d'une EPROM)
- Type de bâtiment ou de cargaison (ex. : marchandises dangereuses)
- Dimensions du navire
- Position de l'antenne AIS sur le bateau
- Type d'instrument de positionnement : satellitaire (GPS, GLONASS, Galileo, ou une combinaison), radio (Loran-C, Chayka) ou relevée par l'équipage
- Tirant d'eau (les mises à jour à l'initiative du chef de quart)
- Destination (indiquée par le chef de quart)
- ETA : estimation de l'heure d'arrivée à destination (indiquée par le chef de quart)
- Nombre de personnes à bord (indiqué par le chef de quart)

Il convient de noter que certaines données sont issues, soit directement, soit après calcul, de données de capteurs, alors que d'autres sont des données indiquées par l'équipage, à fréquence variable (la destination à chaque voyage, l'heure estimée d'arrivée à intervalle variable).
Si le navire venait à changer de nom ou de pavillon, les modifications du nom du navire et/ou de son identifiant (MMSI) devront alors être effectuées par un technicien par reprogrammation d'une EPROM.
Il est possible de couper l'émission des données, cette possibilité doit être effectuée en toute connaissance de cause, car il sera possible en cas d'événement de mer (par exemple : abordage, opérations SAR) de connaître par la suite l'heure de la coupure de ces émissions, qui demeure sous l'entière responsabilité du capitaine. Le fait de mettre l'écran de contrôle (DCU) sur arrêt ne coupe pas l'émission des données, il faut entrer dans un menu. Arrêter le DCU peut par contre perturber le système de navigation intégré si celui-ci en fait partie.

## Application à la plaisance
L'information fournie peut être affichée sur un ordinateur interfacé avec un récepteur VHF à condition de disposer d'un logiciel de décodage. Pour la plaisance, l'exploitation des signaux AIS uniquement en réception peut donc être un complément au radar lorsqu'il faut franchir les dispositifs de séparation du trafic (« rails »).

## Les usages de l'AIS
L'AIS est largement utilisé pour dresser un tableau de la situation maritime à un moment donné. En raison du grand nombre de navires l'utilisant, il offre une vue large et assez fidèle de l'état du trafic maritime. La connaissance du domaine maritime, la détection des anomalies, l'analyse des trajectoires, la prédiction des navires et la fusion des données dont des domaines applicatifs importants de l'AIS. De plus, les données AIS sont largement utilisées pour divers modèles applicatifs du réseau maritime et de la navigation maritime. Étant donné sa haute fréquence et l'obligation de port pour un grand nombre de navires, l'AIS fournit une image fiable de la navigation maritime, au moins pour les navires obligés de porter le système.
La portée des stations AIS terrestres est limitée par l’horizon radioélectrique, ce qui restreint leur efficacité en haute mer. Le développement de l'S-AIS permet de surmonter cette limitation grâce à une couverture mondiale assurée par les satellites en orbite basse. Certaines constellations offrent des performances accrues dans des environnements maritimes denses grâce à des fonctionnalités avancées telles que le suivi précis des navires en temps réel, une capacité anti-spoofing et une résilience renforcée face aux interférences.

### Compréhension de la situation maritime
La compréhension de la situation maritime (en anglais Maritime Domain Awareness) est un usage majeur de l'AIS, et consiste en la détection, la classification, l'identification et la surveillance des données émises par les navires afin d'en comprendre les activités en mer.

### Détection d'anomalies
La détection et la classification des comportements anormaux sont essentielles dans la conscience situationnelle maritime, notamment pour extraire des informations contextuelles pertinentes et surveiller les systèmes autodéclaratifs (comme l'AIS) et non coopératifs (tels que l'imagerie satellite ou le radar côtier). L'opérateur doit obtenir des informations suffisamment précises pour prendre une décision et comprendre le sens des données manipulées. Parmi les critères d'évaluation, l'incertitude, l'imprécision et la véracité sont cruciaux. Les anomalies peuvent être kinématiques, reflétant le mouvement du navire, ou statiques, liées aux propriétés du navire. Elles incluent des problèmes de manœuvre, de localisation ou d'interaction, et leur détection peut couvrir des cas tels que l'arrêt ou la dérive du navire, l'entrée ou la traversée d'une zone d'exclusion, ou la détection de rendez-vous.

### Analyse de trajectoires
L'analyse des trajectoires est une caractéristique principale des données AIS, car ce système fournit des données à un taux de rapport élevé permettant l'analyse des trajectoires, à condition qu'une quantité suffisante de messages soit reçue par les récepteurs, et ce en accord avec la définition suivante de la trajectoire, étant «un enregistrement de l'évolution de la position (perçue comme un point) d'un objet qui se déplace dans l'espace pendant un intervalle de temps donné afin d'atteindre un objectif donné».
Pour évaluer la fiabilité des données suspectées d'être incomplètes, il est possible, d'une part, de comparer le temps écoulé entre deux messages au temps attendu (dépendant de la vitesse du navire). D'autre part, on peut calculer la position du second point en tenant compte de la position, de la vitesse et de la route à partir du premier point afin de déterminer la fiabilité du segment. Des méthodes existent pour établir une distribution statistique des positions et attribuer une valeur de risque aux points, permettant de juger de la fiabilité du segment par le biais de la quantité d'information de Shannon pour l'occurrence des événements.
L'agrégation spatiale des trajectoires basée sur les données AIS est cruciale pour l'analyse, avec deux approches possibles : discrète et continue. La continue préserve les motifs spatiaux et la discrète permet des mesures numériques précises des mouvements.

### Prédiction du mouvement des navires
La meilleure manière de suivre un navire et de prédire sa position future repose sur son mouvement. Plusieurs méthodes de prédiction existent, notamment basées sur le point, l'accélération, la direction, le vecteur ou le cap.

### Fusion de données
L'objectif de la fusion de données est d'intégrer des informations de diverses sources pour suivre les navires de zones spécifiques en temps réel et hors ligne, fournir une image de la situation maritime et combiner des systèmes coopératifs (tel que l'AIS) avec des détections non coopératives (telles que le radar). Aucun capteur tel que l'AIS ou le radar ne fournit à lui seul des données suffisamment précises et régulières pour un tableau fiable de l'ensemble du trafic maritime en continu. Le radar, moins précis que l'AIS, est affecté par les conditions météorologiques, tandis que l'AIS dépend entièrement de la coopération des équipages, et n'équipe pas certains navires. La fusion de données multi-types et multi-sources est complexe et coûteuse en calcul. Les techniques pour les données de même type incluent l'apprentissage par réseaux de neurones, le Bayésien, le filtrage de Kalman et le raisonnement évidentiel Dempster-Shafer.

### Pêcheries
L'objectif de l'utilisation des données AIS dans le domaine de la pêche est d'améliorer la connaissance de la situation maritime et de lutter contre la pêche illégale, non déclarée et non réglementée, qui détruit les habitats marins, épuise les stocks halieutiques, désavantage les pêcheurs honnêtes, fausse la concurrence et affaiblit les communautés côtières. Face à la nécessité de viabilité économique future des pêcheries et de la biodiversité nécessitant des stocks durables, la prise en main par les autorités des résultats des traitements de données s'avère nécessaire.

### Pollution sonore
L'exposition au bruit des activités humaines peut prendre différentes formes, comme les levés sismiques, les opérations avec des mâts de battage, les activités sonores militaires et le simple bruit de navigation des navires. Les données AIS aident à évaluer les composantes anthropogéniques du bruit sous-marin, tandis que les mesures acoustiques facilitent la quantification de ces activités. Toutefois, l'utilisation de l'AIS n'est pas d'une totale fiabilité pour la détermination du bruit, car tous les navires ne sont pas équipés d'un récepteur. Le bruit marin anthropique affecte négativement les organismes marins, tels que les mammifères, poissons et céphalopodes, en interférant avec leurs communications naturelles et en engendrant un stress chronique.

### Pollution atmosphérique
Le transport maritime contribue largement à la pollution de l'air et aux émissions de gaz à effet de serre. L'estimation de ces émissions nécessite la collecte de diverses données, notamment techniques sur les navires, consommation et facteurs d'émission spécifiques, activités des navires et itinéraires maritimes. L'AIS, lorsqu'il est utilisé sur une période donnée, permet une estimation plus précise des activités des navires et une fiabilité améliorée des estimations de consommation de carburant et d'émissions. Cependant, l'utilisation de l'AIS peut rencontrer des problèmes tels que sa faible pénétration dans certaines zones et sa pertinence pour les estimations aériennes autour des ports. En effet, les disparités de couverture entraînent une représentation erronée du trafic maritime. Dans les politiques de gestion de l'air, les émissions maritimes sont souvent négligées, mais elles ne devraient pas l'être, car les effets néfastes des émissions sur la santé humaine, notamment pour les particules fines, sont avérés, et le coût social des émissions de navires est estimé à 44 millions de dollars pour chaque milliard de dollars de revenus portuaires.
Les différents gaz pris en considération sont à la fois des gaz à effet de serre et des polluants, et comprennent le monoxyde de carbone (CO), le dioxyde de carbone (CO2), le monoxyde de soufre (SO), le dioxyde de soufre (SO2), les oxydes d'azote (NOx), les particules fines (PM2.5 et PM10), l'ozone (O3), le méthane (CH4), le protoxyde d'azote (N2O), les hydrocarbures aromatiques polycycliques, les composés organiques volatils, l'ammoniac (NH3) et les hydrocarbures (HC).

## Évolution technologique avec le S-AIS
Le S-AIS (Satellite Automatic Identification System) représente une évolution technologique majeure de l'AIS classique terrestre. Grâce à l’utilisation de constellations de satellites, cette technologie élargit les capacités de surveillance maritime à des échelles globales.
Kinéis a développé une constellation de 25 satellites qui intègrent des technologies innovantes, telles que des antennes multi-brins, des algorithmes d’analyse avancés et un système d’anti-spoofing. Ces caractéristiques permettent de répondre aux défis liés à la densité croissante du trafic maritime et aux besoins de sécurité dans des zones stratégiques, offrant ainsi une solution robuste et fiable pour les acteurs publics et privés.